# Miến tuyến
Miến tuyến (tiếng Trung: 麵線; Bạch thoại tự: mī-sòaⁿ) (còn được đánh vần là mee sua hoặc miswa) là một loại mì muối rất mỏng được làm từ bột mì. Nó có nguồn gốc từ Phúc Kiến, Trung Quốc.  Mì này khác với bún gạo và mì giấy bóng kính ở chỗ những loại mì này tương ứng được làm từ gạo và đậu xanh.

## Miêu tả
Miến tuyến được làm từ bột mì. Nấu miến tuyến thường mất ít hơn hai phút trong nước sôi, và đôi khi ít hơn đáng kể.

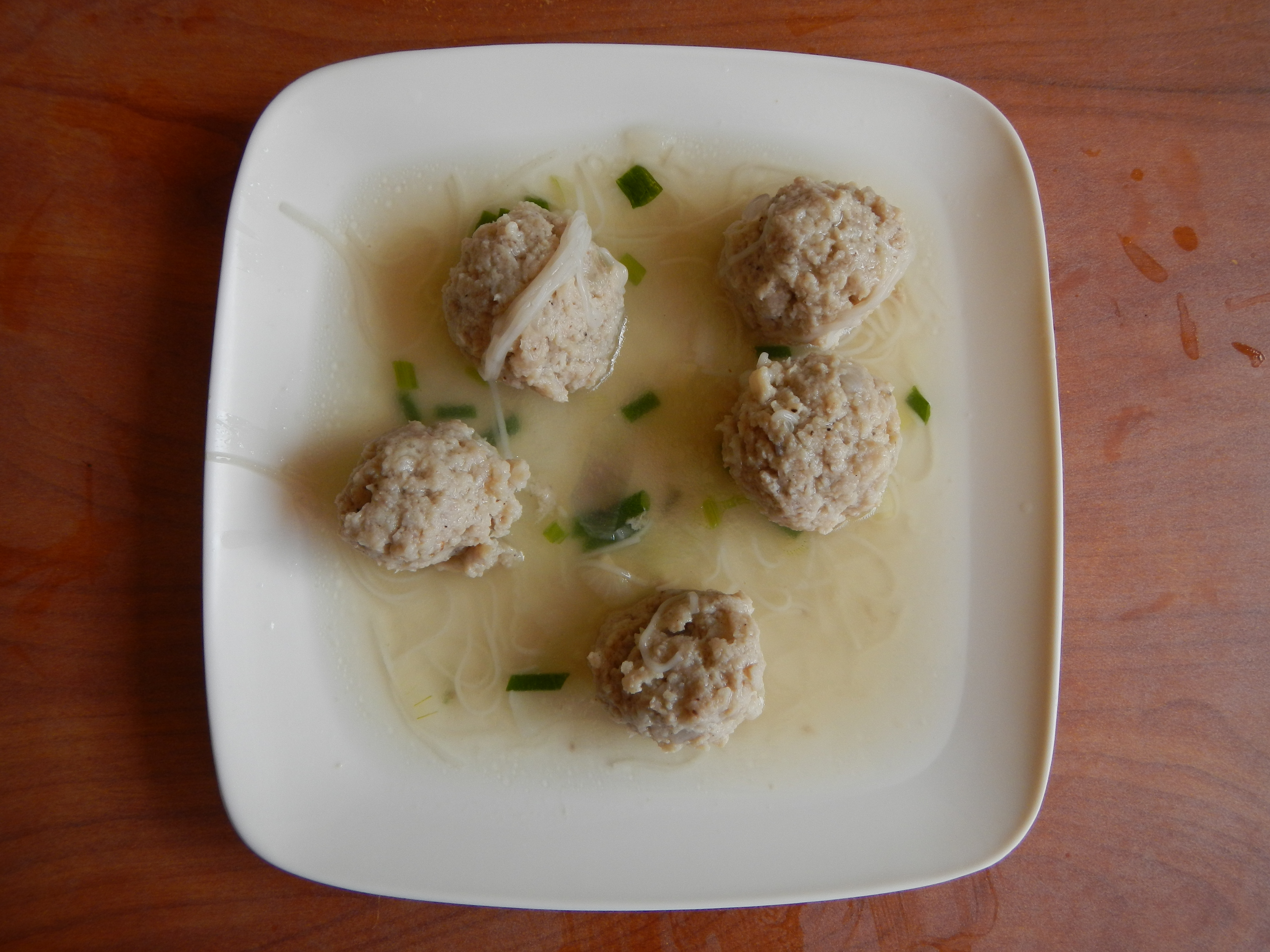
Bola-bola với miến tuyến (Philippines)

## Văn hóa
Miến tuyến được nấu trong các lễ hội quan trọng, và được ăn ở Trung Quốc đại lục cũng như ở Campuchia, Đài Loan, Malaysia, Indonesia, Singapore, Việt Nam, Brunei, Thái Lan và Philippines. Miến tuyến biểu thị cuộc sống lâu dài trong văn hóa Trung Quốc, và như vậy là một món ăn truyền thống trong ngày sinh nhật.
Nó thường được phục vụ với các thành phần như trứng, hàu, ruột già lợn, nấm đông cô, thịt bò, hẹ tây hoặc hành lá, các loại hạt rang hoặc cá chiên.
Ở Đài Loan, có hai hình thức miến tuyến. Loại thứ nhất là trơn, trong khi loại thứ hai được hấp ở nhiệt độ cao, tạo thành caramel thành màu nâu nhạt. Đối với miến truyến được sử dụng trong ngày sinh nhật, nó đơn giản thường được phục vụ với móng giò heo (tiếng Trung: 猪腳 麵 線) trong nước dùng hầm như một truyền thống sinh nhật của người Đài Loan. Miến truyến nâu có thể được nấu trong thời gian dài mà không bị rã trong nước dùng và được dùng trong món bún hàu (tiếng Trung: 蚵仔 麵 線), một món ăn phổ biến ở Đài Loan.